# Primera División (Chili)
De Primera División (officieel Campeonato Nacional BancoEstado vanwege sponsorovereenkomsten) is de hoogste voetbalklasse in Chili. De competitie wordt georganiseerd door de Federación de Fútbol de Chile. In de geschiedenis van de Chileense competitie, die wordt gespeeld sinds 1933, werd meerdere malen de opzet veranderd. Momenteel bestaat de competitie uit achttien teams en is het seizoen opgedeeld in twee delen: de 'Apertura' en de 'Clausura'.

## Opzet
De opzet van de competitie is sinds de oprichting verschillende malen aangepast. Sinds 2002 strijden twintig teams om het kampioenschap; vanaf 2009 werd dat aantal teruggebracht tot achttien. Tussen januari en juni wordt de Apertura ("Openingstoernooi") afgewerkt en tussen juli en december de Clausura ("Sluitingstoernooi"). Beide toernooien zijn halve competities waar alle teams eenmaal tegen elkaar uitkomen.
Na afloop van zowel de Apertura als de Clausura vinden play-offs plaats met de beste acht teams die via een knock-outsysteem uitmaken wie zich kampioen van Chili mag noemen. Zo worden elk jaar twee kampioenen gekroond. De kampioenen van de Apertura en de Clausura plaatsen zich direct voor de Copa Libertadores, de Zuid-Amerikaanse equivalent van de UEFA Champions League. Het team met daarna de hoogste score in de Clausura plaatst zich voor de voorronde van de Copa Libertadores.
Door de verwoestende aardbeving op 27 februari 2010 nabij Concepción besloot de Chileense voetbalbond in dat jaar slechts één kampioenschap te houden, en dus af te zien van de organisatie van een Apertura en een Clausura. Club Deportivo Universidad Católica won voor de tiende keer in zijn bestaan de nationale titel, met drie punten voorsprong op de nummer twee Colo-Colo.
In 2013 werd de competitie gewijzigd van één kalenderjaar naar twee kalenderjaren, in 2017 werd hier terug vanaf gestapt.

## Overzicht

### 1933-heden
| Seizoen         | Seizoen      | Kampioen                  | Topscorer(s)                                  | Club(s)                                              | Goals |
| --------------- | ------------ | ------------------------- | --------------------------------------------- | ---------------------------------------------------- | ----- |
| 1933 details    | 1933 details | Magallanes (1)            | Luis Carvallo                                 | Colo-Colo                                            | 9     |
| 1934 details    | 1934 details | Magallanes (2)            | Carlos Giudice                                | Audax Italiano                                       | 19    |
| 1935 details    | 1935 details | Magallanes (3)            | Guillermo Ogaz Aurelio Domínguez              | Magallanes Colo-Colo                                 | 12    |
| 1936 details    | 1936 details | Audax Italiano (1)        | Hernán Bolaños                                | Audax Italiano                                       | 14    |
| 1937 details    | 1937 details | Colo-Colo (1)             | Hernán Bolaños                                | Audax Italiano                                       | 16    |
| 1938 details    | 1938 details | Magallanes (4)            | Gustavo Pizarro                               | Santiago Badminton FC                                | 17    |
| 1939 details    | 1939 details | Colo-Colo (2)             | Alfonso Domínguez                             | Colo-Colo                                            | 32    |
| 1940 details    | 1940 details | Universidad de Chile (1)  | Víctor Alonso Pedro Valenzuela                | Universidad de Chile Magallanes                      | 20    |
| 1941 details    | 1941 details | Colo-Colo (3)             | José Profetta                                 | Santiago National                                    | 19    |
| 1942 details    | 1942 details | Santiago Morning (1)      | Domingo Romo                                  | Santiago Morning                                     | 16    |
| 1943 details    | 1943 details | Unión Española (1)        | Luis Machuca Víctor Mancilla                  | Unión Española Universidad Católica                  | 17    |
| 1944 details    | 1944 details | Colo-Colo (4)             | Alfonso Domínguez Juan Alcantara              | Colo-Colo Audax Italiano                             | 19    |
| 1945 details    | 1945 details | Club Green Cross (1)      | Juan Zarate Hugo Giorgi Ubaldo Cruche         | Club Green Cross Audax Italiano Universidad de Chile | 17    |
| 1946 details    | 1946 details | Audax Italiano (2)        | Ubaldo Cruche                                 | Universidad de Chile                                 | 25    |
| 1947 details    | 1947 details | Colo-Colo (5)             | Apolonides Vera                               | Santiago National                                    | 17    |
| 1948 details    | 1948 details | Audax Italiano (3)        | Juan Zarate                                   | Audax Italiano                                       | 22    |
| 1949 details    | 1949 details | Universidad Católica (1)  | Mario Lorca                                   | Unión Española                                       | 20    |
| 1950 details    | 1950 details | CD Everton (1)            | Félix Díaz                                    | Club Green Cross                                     | 21    |
| 1951 details    | 1951 details | Unión Española (2)        | Carlos Tello Rubén Aguilera                   | Audax Italiano Santiago Morning                      | 21    |
| 1952 details    | 1952 details | CD Everton (2)            | René Meléndez                                 | CD Everton                                           | 30    |
| 1953 details    | 1953 details | Colo-Colo (6)             | Jorge Robledo                                 | Colo-Colo                                            | 26    |
| 1954 details    | 1954 details | Universidad Católica (2)  | Jorge Robledo                                 | Colo-Colo                                            | 25    |
| 1955 details    | 1955 details | Palestino (1)             | Nicolas Moreno                                | Club Green Cross                                     | 27    |
| 1956 details    | 1956 details | Colo-Colo (7)             | Guillermo Villaroel                           | Club Deportivo O'Higgins                             | 19    |
| 1957 details    | 1957 details | Audax Italiano (4)        | Gustavo Albella                               | Club Green Cross                                     | 27    |
| 1958 details    | 1958 details | Santiago Wanderers (1)    | Gustavo Albella Carlos Verdejo                | Club Green Cross Club de Deportes La Serena          | 23    |
| 1959 details    | 1959 details | Universidad de Chile (2)  | José Benito Rios                              | Club Deportivo O'Higgins                             | 22    |
| 1960 details    | 1960 details | Colo-Colo (8)             | Juan Falcón                                   | Palestino                                            | 21    |
| 1961 details    | 1961 details | Universidad Católica (3)  | Carlos Campos Honorino Landa                  | Universidad de Chile Unión Española                  | 24    |
| 1962 details    | 1962 details | Universidad de Chile (3)  | Carlos Campos                                 | Universidad de Chile                                 | 34    |
| 1963 details    | 1963 details | Colo-Colo (9)             | Luis Hernán Álvarez                           | Colo-Colo                                            | 37    |
| 1964 details    | 1964 details | Universidad de Chile (4)  | Daniel Escudero                               | CD Everton                                           | 25    |
| 1965 details    | 1965 details | Universidad de Chile (5)  | Héctor Scandolli                              | CSD Rangers                                          | 25    |
| 1966 details    | 1966 details | Universidad Católica (4)  | Carlos Campos Felipe Bracamonte               | Universidad de Chile Unión San Felipe                | 21    |
| 1967 details    | 1967 details | Universidad de Chile (6)  | Eladio Zárate                                 | Unión Española                                       | 28    |
| 1968 details    | 1968 details | Santiago Wanderers (2)    | Carlos Reinoso                                | Audax Italiano                                       | 21    |
| 1969 details    | 1969 details | Universidad de Chile (7)  | Eladio Zárate                                 | Unión Española                                       | 22    |
| 1970 details    | 1970 details | Colo-Colo (10)            | Osvaldo Castro                                | Deportes Concepción                                  | 36    |
| 1971 details    | 1971 details | Unión San Felipe (1)      | Eladio Zárate                                 | Universidad de Chile                                 | 25    |
| 1972 details    | 1972 details | Colo-Colo (11)            | Fernando Espinoza                             | Magallanes                                           | 25    |
| 1973 details    | 1973 details | Unión Española (3)        | Guillermo Yavar                               | Unión Española                                       | 21    |
| 1974 details    | 1974 details | CD Huachipato (2)         | Julio Crisosto                                | Colo-Colo                                            | 28    |
| 1975 details    | 1975 details | Unión Española (4)        | Víctor Pizarro                                | Santiago Morning                                     | 27    |
| 1976 details    | 1976 details | CD Everton (3)            | Óscar Fabbiani                                | Palestino                                            | 23    |
| 1977 details    | 1977 details | Unión Española (5)        | Óscar Fabbiani                                | Palestino                                            | 34    |
| 1978 details    | 1978 details | Palestino (2)             | Óscar Fabbiani                                | Palestino                                            | 35    |
| 1979 details    | 1979 details | Colo-Colo (12)            | Carlos Caszely                                | Colo-Colo                                            | 20    |
| 1980 details    | 1980 details | Cobreloa (1)              | Carlos Caszely                                | Colo-Colo                                            | 26    |
| 1981 details    | 1981 details | Colo-Colo (13)            | Víctor Cabrera Carlos Caszely Luis Marcoleta  | San Luis Colo-Colo Magallanes                        | 20    |
| 1982 details    | 1982 details | Cobreloa (2)              | Jorge Luis Siviero                            | Cobreloa                                             | 18    |
| 1983 details    | 1983 details | Colo-Colo (14)            | Washington Oliveira                           | Cobreloa                                             | 29    |
| 1984 details    | 1984 details | Universidad Católica (5)  | Víctor Cabrera                                | Regional Atacama                                     | 18    |
| 1985 details    | 1985 details | Cobreloa (3)              | Ivo Basay                                     | Magallanes                                           | 19    |
| 1986 details    | 1986 details | Colo-Colo (15)            | Sergio Salgado                                | Cobresal                                             | 18    |
| 1987 details    | 1987 details | Universidad Católica (6)  | Osvaldo Hurtado                               | Universidad Católica                                 | 21    |
| 1988 details    | 1988 details | Cobreloa (4)              | Gustavo De Luca Juan José Oré                 | Deportes La Serena Deportes Iquique                  | 18    |
| 1989 details    | 1989 details | Colo-Colo (16)            | Rubén Martínez                                | Cobresal                                             | 25    |
| 1990 details    | 1990 details | Colo-Colo (17)            | Rubén Martínez                                | Colo-Colo                                            | 22    |
| 1991 details    | 1991 details | Colo-Colo (18)            | Rubén Martínez                                | Colo-Colo                                            | 23    |
| 1992 details    | 1992 details | Cobreloa (5)              | Aníbal González                               | Colo-Colo                                            | 24    |
| 1993 details    | 1993 details | Colo-Colo (19)            | Marco Antonio Figueroa                        | Cobreloa                                             | 18    |
| 1994 details    | 1994 details | Universidad de Chile (8)  | Alberto Acosta                                | Universidad Católica                                 | 33    |
| 1995 details    | 1995 details | Universidad de Chile (9)  | Gabriel Caballero Aníbal González             | Deportes Antofagasta Palestino                       | 18    |
| 1996 details    | 1996 details | Colo-Colo (20)            | Mario Véner                                   | Santiago Wanderers                                   | 30    |
| 1997 details    | Apertura     | Universidad Católica (7)  | David Bisconti                                | Universidad Católica                                 | 15    |
| 1997 details    | Clausura     | Colo-Colo (21)            | Richard Báez Rubén Vallejos                   | Universidad de Chile Deportes Puerto Montt           | 10    |
| 1998 details    | 1998 details | Colo-Colo (22)            | Pedro González                                | Universidad de Chile                                 | 23    |
| 1999 details    | 1999 details | Universidad de Chile (10) | Mario Núñez                                   | O'Higgins                                            | 34    |
| 2000 details    | 2000 details | Universidad de Chile (11) | Pedro González                                | Universidad de Chile                                 | 26    |
| 2001 details    | 2001 details | Santiago Wanderers (3)    | Héctor Tapia                                  | Colo-Colo                                            | 24    |
| 2002 details    | Apertura     | Universidad Católica (8)  | Sebastián González                            | Colo-Colo                                            | 18    |
| 2002 details    | Clausura     | Colo-Colo (23)            | Manuel Neira                                  | Colo-Colo                                            | 14    |
| 2003 details    | Apertura     | Cobreloa (6)              | Salvador Cabañas                              | Audax Italiano                                       | 18    |
| 2003 details    | Clausura     | Cobreloa (7)              | Gustavo Biscayzacú                            | Unión Española                                       | 21    |
| 2004 details    | Apertura     | Universidad de Chile (12) | Patricio Galaz                                | Cobreloa                                             | 23    |
| 2004 details    | Clausura     | Cobreloa (8)              | Patricio Galaz                                | Cobreloa                                             | 19    |
| 2005 details    | Apertura     | Unión Española (6)        | Joel Estay Álvaro Sarabia Héctor Mancilla     | CD Everton Deportes Puerto Montt Huachipato          | 13    |
| 2005 details    | Clausura     | Universidad Católica (9)  | Cristián Montecinos Gonzalo Fierro César Díaz | Deportes Concepción Colo-Colo Cobresal               | 13    |
| 2006 details    | Apertura     | Colo-Colo (24)            | Humberto Suazo                                | Colo-Colo                                            | 19    |
| 2006 details    | Clausura     | Colo-Colo (25)            | Leonardo Monje                                | Universidad de Concepción                            | 17    |
| 2007 details    | Apertura     | Colo-Colo (26)            | Humberto Suazo                                | Colo-Colo                                            | 18    |
| 2007 details    | Clausura     | Colo-Colo (27)            | Carlos Villanueva                             | Audax Italiano                                       | 20    |
| 2008 details    | Apertura     | CD Everton (4)            | Lucas Barrios                                 | Colo-Colo                                            | 19    |
| 2008 details    | Clausura     | Colo-Colo (28)            | Lucas Barrios                                 | Colo-Colo                                            | 18    |
| 2009 details    | Apertura     | Universidad de Chile (13) | Esteban Paredes                               | Santiago Morning                                     | 17    |
| 2009 details    | Clausura     | Colo-Colo (29)            | Diego Rivarola                                | Santiago Morning                                     | 13    |
| 2010 details    | 2010 details | Universidad Católica (10) | Milovan Mirošević                             | Universidad Católica                                 | 19    |
| 2011 details    | Apertura     | Universidad de Chile (14) | Matías Urbano                                 | Unión San Felipe                                     | 12    |
| 2011 details    | Clausura     | Universidad de Chile (15) | Esteban Paredes                               | Colo-Colo                                            | 14    |
| 2012 details    | Apertura     | Universidad de Chile (16) | Enzo Gutiérrez                                | CD O'Higgins                                         | 11    |
| 2012 details    | Clausura     | Huachipato (2)            | Sebastián Sáez                                | Audax Italiano                                       | 13    |
| 2013 details    | 2013 details | Unión Española (7)        | Javier Elizondo Sebastián Sáez                | Deportes Antofagasta Audax Italiano                  | 14    |
| 2013/14 details | Apertura     | CD O'Higgins (1)          | Luciano Vázquez                               | CD Ñublense                                          | 11    |
| 2013/14 details | Clausura     | Colo-Colo (30)            | Esteban Paredes                               | Colo-Colo                                            | 16    |
| 2014/15 details | Apertura     | Universidad de Chile (17) | Esteban Paredes                               | Colo-Colo                                            | 12    |
| 2014/15 details | Clausura     | CD Cobresal (1)           | Esteban Paredes Jean Paul Pineda              | Colo-Colo Unión La Calera                            | 11    |
| 2015/16 details | Apertura     | Colo-Colo (31)            | Marcos Riquelme                               | CD Palestino                                         | 11    |
| 2015/16 details | Clausura     | Universidad Católica (11) | Nicolás Castillo                              | Universidad Católica                                 | 11    |
| 2016/17 details | Apertura     | Universidad Católica (12) | Nicolás Castillo                              | Universidad Católica                                 | 13    |
| 2016/17 details | Clausura     | Universidad de Chile (18) | Felipe Mora                                   | Universidad de Chile                                 | 13    |
| 2017 details    | 2017 details | Colo-Colo (32)            | Bryan Carrasco                                | Audax Italiano                                       | 10    |
| 2018 details    | 2018 details | Universidad Católica (13) | Esteban Paredes                               | Colo-Colo                                            | 19    |
| 2019 details    | 2019 details | Universidad Católica (14) | Lucas Passerini                               | CD Palestino                                         | 14    |

Legenda
- [A] = Apertura (openingstoernooi)
- [C] = Clausura (sluitingstoernooi)

## Titels per team
| Club                 | Stad         | Titels | Seizoenen |
| -------------------- | ------------ | ------ | --- |
| Colo-Colo            | Santiago     | 32     | 1937, 1939, 1941, 1944, 1947, 1953, 1956, 1960, 1963, 1970, 1972, 1979, 1981, 1983, 1986, 1989, 1990, 1991, 1993, 1996, 1997-C, 1998, 2002-C, 2006-A, 2006-C, 2007-A, 2007-C, 2008-C, 2009-C, 2014-C, 2015-A, 2017 |
| Universidad de Chile | Santiago     | 18     | 1940, 1959, 1962, 1964, 1965, 1967, 1969, 1994, 1995, 1999, 2000, 2004-A, 2009-A, 2011-A, 2011-C, 2012-A, 2014-A, 2017-C                                                                                           |
| Universidad Católica | Santiago     | 16     | 1949, 1954, 1961, 1966, 1984, 1987, 1997-A, 2002-A, 2005-C, 2010, 2016-C, 2016-A, 2018, 2019, 2020, 2021 |
| Cobreloa             | Calama       | 8      | 1980, 1982, 1985, 1988, 1992, 2003-A, 2003-C, 2004-C |
| Unión Española       | Santiago     | 7      | 1943, 1951, 1973, 1975, 1977, 2005–A, 2013–T |
| Audax Italiano       | La Florida   | 4      | 1936, 1946, 1948, 1957 |
| Magallanes           | San Bernardo | 4      | 1933, 1934, 1935, 1938 |
| Everton              | Viña del Mar | 4      | 1950, 1952, 1976, 2008-A |
| Santiago Wanderers   | Valparaíso   | 3      | 1958, 1968, 2001 |
| Palestino            | Santiago     | 2      | 1955, 1978 |
| Huachipato           | Talcahuano   | 2      | 1974, 2012-C |
| Santiago Morning     | Santiago     | 1      | 1942 |
| Unión San Felipe     | San Felipe   | 1      | 1971 |
| Club Green Cross     | Santiago     | 1      | 1945 |

## Seizoenen eerste klasse
Clubs in het vet spelen in seizoen 2024 in de hoogste klasse.
- /94 = aantal seizoenen in 1ste (Hoewel er tussen 2002 en 2017 2 kampioenen waren heeft elk team 1 seizoen voor dat jaar omdat er tussen apertura en clausura geen degradatie was.)

| Club                      | stad             | /94 | Seizoenen (1933-2024)                                                                        |
| ------------------------- | ---------------- | --- | -------------------------------------------------------------------------------------------- |
| Colo-Colo                 | Santiago         | 94  | 1933-....                                                                                    |
| Unión Española            | Santiago         | 90  | 1933-1938, 1940-1997, 2000-....                                                              |
| Universidad de Chile      | Santiago         | 88  | 1936-1988, 1990-....                                                                         |
| Universidad Católica      | Santiago         | 84  | 1939-1955, 1957-1973, 1976-....                                                              |
| Audax Italiano            | La Florida       | 79  | 1933-1971, 1977-1986, 1996-                                                                  |
| Palestino                 | Santiago         | 70  | 1953-1970, 1973-1988, 1990-....                                                              |
| Everton                   | Viña del Mar     | 68  | 1944-1972, 1975-1981, 1983-1995, 2000, 2004-2010, 2013-2014, 2016-....                       |
| Santiago Wanderers        | Valparaíso       | 63  | 1937, 1944-1977, 1979-1980, 1983-1984, 1990-1991, 1996-1998, 2000-2007, 2010-2017, 2020-2021 |
| O'Higgins                 | Rancagua         | 61  | 1955-1963, 1965-1975, 1977-1985, 1988-1996, 1999-2001, 2006-....                             |
| Huachipato                | Talcahuano       | 52  | 1967-1978, 1983-1990, 1992, 1995-....                                                        |
| Magallanes                | San Bernardo     | 50  | 1933-1960, 1962-1975, 1980-1986, 2023                                                        |
| Santiago Morning          | Santiago         | 46  | 1936-1956, 1960-1969, 1975-1979, 1982, 1999-2002, 2006, 2008-2011                            |
| Rangers                   | Talca            | 46  | 1953-1976, 1978, 1982-1987, 1989, 1994, 1998-1999, 2001-2006, 2008-2009, 2012-2014           |
| Deportes La Serena        | La Serena        | 43  | 1958-1959, 1962-1976, 1981-1982, 1984, 1988-1995, 1997-1999, 2004-2012, 2020-2022            |
| Cobreloa                  | Calama           | 39  | 1978-2015, 2024-....                                                                         |
| Deportes Concepción       | Concepción       | 35  | 1968-1981, 1985-1993, 1995-2002, 2005-2008                                                   |
| Antofagasta               | Antofagasta      | 33  | 1969-1977, 1983-1984, 1991-1997, 2006-2008, 2012-2022                                        |
| Cobresal                  | El Salvador      | 33  | 1984-1992, 1994, 1999, 2002-2017, 2019-....                                                  |
| Deportes Temuco           | Temuco           | 32  | 1965-1980, 1983-1984, 1992-1998, 2002-2005, 2016-2018                                        |
| Coquimbo Unido            | Coquimbo         | 29  | 1963-1965, 1978-1980, 1984, 1991-2007, 2019-2020, 2022-....                                  |
| Unión La Calera           | La Calera        | 27  | 1962-1974, 1985, 2011-2016, 2018-....                                                        |
| Club Deportes Iquique     | Iquique          | 27  | 1980-1990, 1993, 1998-1999, 2009, 2011-2020, 2024-....                                       |
| Green Cross               | Santiago         | 25  | 1933-1934, 1939-1958, 1961-1962, 1964                                                        |
| Unión San Felipe          | San Felipe       | 24  | 1962-1968, 1971-1974, 1983-1986, 1989, 2001-2005, 2010-2012                                  |
| San Luis                  | Quillota         | 21  | 1956-1957, 1959-1967, 1981, 1984-1987, 2010, 2015-2018                                       |
| Universidad de Concepción | Concepción       | 18  | 2003-2012, 2013-2020                                                                         |
| Badminton                 | Santiago         | 17  | 1933-1949                                                                                    |
| Naval                     | Talcahuano       | 17  | 1972-1976, 1979-1990                                                                         |
| CD Ñublense               | Chillán          | 16  | 1977-1979, 1981, 2007-2011, 2013-2015, 2021-....                                             |
| Ferrobádminton            | Santiago         | 16  | 1950-1964, 1966                                                                              |
| Lota Schwager             | Coronel          | 13  | 1970-1980, 1987, 2007                                                                        |
| Santiago National         | Santiago         | 12  | 1933-1934, 1939-1948                                                                         |
| Puerto Montt              | Puerto Montt     | 10  | 1997-2001, 2003-2007                                                                         |
| Provincial Osorno         | Osorno           | 9   | 1991, 1993-1998, 2000, 2008                                                                  |
| Iberia                    | Santiago         | 9   | 1946-1954                                                                                    |
| Fernández Vial            | Concepción       | 9   | 1983-1984, 1986-1992                                                                         |
| Provincial Curicó Unido   | Curicó           | 8   | 2009, 2017-2023                                                                              |
| Deportes Aviación         | San Bernardo     | 7   | 1974-1980                                                                                    |
| San Marcos de Arica       | Arica            | 7   | 1982-1985, 2013, 2014-2016                                                                   |
| Regional Atacama          | Copiapó          | 6   | 1982-1984, 1994-1996                                                                         |
| Deportes Melipilla        | Melipilla        | 5   | 1993, 2005, 2007-2008, 2021                                                                  |
| Deportes Copiapó          | Copiapó          | 2   | 2023-....                                                                                    |
| Morning Star              | Santiago         | 2   | 1933-1934                                                                                    |
| Santiago FC               | Santiago         | 2   | 1934-1935                                                                                    |
| Deportes Ovalle           | Ovalle           | 2   | 1976-1977                                                                                    |
| Trasandino                | Los Andes        | 2   | 1983-1984                                                                                    |
| Deportes Valdivia         | Valdivia         | 2   | 1988-1989                                                                                    |
| Ferroviarios              | Estación Central | 1   | 1934                                                                                         |
| Carlos Walker             | Santiago         | 1   | 1934                                                                                         |
| Deportivo Alemán          | Santiago         | 1   | 1934                                                                                         |
| Metropolitano             |                  | 1   | 1939                                                                                         |
| Athletic Club Barnechea   | Lo Barnechea     | 1   | 2014-2015                                                                                    |

1. ↑  Santiago Morning is een fusieclub tussen Santiago FC en Morning Star
2. ↑  Deportes Temuco speelde van 1965 tot 1984 als Green Cross-Temuco
3. ↑  Ferrobádminton was een fusieclub tussen Badminton en Ferroviarios
4. ↑  Santiago National speelde twee seizoenen onder de naam Santiago National Juventus
5. ↑  De club verhuisde in 1969 naar Los Ángeles, maar speelde in die stad nooit in de hoogste klasse

## Scheidsrechters
Bijgaand een overzicht van Chileense scheidsrechters die niet alleen actief zijn of waren in de Primera División, maar daarnaast ook internationale wedstrijden leiden of hebben geleid.
- Manuel Acosta
- Ramon Aliaga
- Jaime Amor
- Braulio Arenas
- Guido Aros
- Julio Bascunan
- Guillermo Budge
- René Bulnes
- Sergio Bustamante
- Lorenzo Cantillana
- Juan Louis Carvajal
- Gastón Castro
- Carlos Chandía
- Juan Concha
- Jorge Cruzat
- Diego De Leo
- Carlos Fanta
- Alejandro Galvez
- Eduardo Gamboa
- Alvaro García

- Mario Gasc
- Iván Guerrero
- Rafael Hormazábal
- Salvador Imperatore
- Juan Las Heras
- Christian Lemus
- Mario Lira
- Juan Livingstone
- Walter Manning
- Enrique Marín
- Enrique Marino
- Alberto Martínez
- Jorge Massardo
- Domingo Massaro
- Néstor Mondria
- Víctor Ojeda
- Jorge Osorio
- Enrique Osses
- Luis Mariano Peña
- Patricio Polic

- Eduardo Ponce
- Pablo Pozo
- Claudio Puga
- Juan Quiroz
- Adolfo Reginato
- Carlos Robles
- Juan Carlos Robles
- Mario Sánchez
- Leopoldo Santelices
- Domingo Santos
- Pablo Sarkadi
- Rubén Selman
- José Luis Silva
- Hernán Silva
- Juan Silvagno
- Jaime Toro
- Sergio Vasquez
- Claudio Vicuña
- Juan Villagran
- Alberto Warnken
- Lei Zhang

Antofagasta · 
Audax Italiano · 
Cobresal · 
Colo-Colo · 
Coquimbo Unido · 
Curicó Unido · 
Everton · 
Huachipato · 
Deportes Iquique · 
La Calera · 
O'Higgins · 
Palestino · 
Unión Española · 
Universidad Católica · 
Universidad de Chile · 
Universidad de Concepción
1933 · 1934 · 1935 · 1936 · 1937 · 1938 · 1939 · 1940 · 1941 · 1942 · 1943 · 1944 · 1945 · 1946 · 1947 · 1948 · 1949 · 1950 · 1951 · 1952 · 1953 · 1954 · 1955 · 1956 · 1957 · 1958 · 1959 · 1960 · 1961 · 1962 · 1963 · 1964 · 1965 · 1966 · 1967 · 1968 · 1969 · 1970 · 1971 · 1972 · 1973 · 1974 · 1975 · 1976 · 1977 · 1978 · 1979 · 1980 · 1981 · 1982 · 1983 · 1984 · 1985 · 1986 · 1987 · 1988 · 1989 · 1990 · 1991 · 1992 · 1993 · 1994 · 1995 · 1996 · 1997 · 1998 · 1999 · 2000 · 2001 · 2002 · 2003 ·  2004 · 2005 · 2006 · 2007 · 2008 · 2009 · 2010 · 2011 · 2012 · 2013 · 2014 · 2015 · 2016 · 2017 · 2018 · 2019 · 2020 · 2021